# Orcívia (gens)
A gens Orcivia, também escrita Orcevia e Orchivia, foi uma família plebeia menor na Roma Antiga. Poucos deles alcançaram destaque no estado romano, mas muitos são conhecidos a partir de inscrições.

## Origem
O nomen Orcivius pertence a uma classe de gentilícias que se acredita serem de origem sabina ou osca, formadas a partir de outros nomes usando sufixos menos comuns, neste caso -ivius, que nunca se tornaram elementos regulares dos nomina romanos. O nome pode ter sido formado a partir do nomen Orchius ou Orcius. A maioria dos Orcivii encontrados em inscrições está concentrada em Praeneste em Lácio, em Roma e Óstia, e nas províncias de Vêneto e Histria, África Proconsularis e Númidia. De longe, o maior número é de Praeneste, sugerindo que era a casa ancestral dos Orcivii.

## Prenomes
Os principais praenomina dos Orcivii eram Marcus, Gaius e Lucius, os três nomes mais comuns ao longo da história romana. Outros praenomina ocorrem raramente entre os membros conhecidos da família, incluindo Quintus, Publius, Gnaeus e Aulus, todos os quais também eram nomes muito comuns. Os Orchivii também fornecem um exemplo do comum praenomen feminino Maio.

## Membros
- Gaius Orcivius,[i] pretor em 66 a.C., o ano em que Cícero também ocupou o pretorado. Ele presidiu casos de peculatus.[ii] Segundo o irmão de Cícero, Quintus, ele era suscetível a bajulações.[4][5][1][6]
- Orcevia, esposa de Numerius, dedicou um presente a Fortuna em Praeneste.
- Orchivia, talvez a filha de Gaius Orchivius Eros, nomeada em uma inscrição sepulcral em Roma.[7]
- Orchivia, enterrada em Bkira na Númidia, com cinco anos.[8]
- Orcivia, esposa de Anthidius, enterrada em Roma.[9]
- Orcivia, uma liberta, enterrada em Roma.[10]
- Orcivia, enterrada em Carthago na África Proconsularis.[11]
- Orcevia, nomeada em uma inscrição de Praeneste.[12]
- Orcevius, o mestre de Rodo, um escravo designado para servir como um dos cozinheiros para os sacerdotes do templo de Fortuna em Praeneste.[13]
- Orcivius, dedicou um sepulcro em Pola na província de Vêneto e Histria a seu irmão, seu pai e sua mãe, Flavia Hostilia.[14]
- Orcivius, um liberto enterrado em Pola.[15]
- Gaius Orchivius, talvez o filho de Gaius Orchivius Eros, nomeado em uma inscrição sepulcral de Roma.[7]
- Gaius Orcivius, o mestre de Licinus, um escravo designado para esperar sobre os magistrados de Praeneste.[16]
- Gaius Orcivius, o mestre de Albinus, um escravo designado para servir à guilda dos açougueiros em Praeneste.[17]
- Gaius Orcevius M. f., nomeado em uma inscrição em Praeneste.[18]
- Gaius Orcevius M. f., um dos censores de Praeneste.[19]
- Lucius Orchivius L. l., um liberto nomeado em uma inscrição sepulcral de Roma.[20]
- Lucius Orcevius, um dos pretors de Praeneste.[21]
- Lucius Orcivius L. f., enterrado em Roma, com seis anos.[22]
- Lucius Orcivius C. f., nomeado em uma inscrição de Praeneste.[23]
- Maio Orcevia M. f., nomeada em uma inscrição de Praeneste.[24]
- Marcus Orcevius, nomeado em duas inscrições de Praeneste.[25]
- Marcus Orcevius M. f., nomeado em uma inscrição de Praeneste.[26]
- Marcus Orcivius, nomeado em uma inscrição sepulcral de Óstia.[27]
- Marcus Orcivius M. f., nomeado em uma inscrição em Praeneste.[28]
- Marcus Orcivius M. f., nomeado em uma inscrição de Praeneste.[29]
- Marcus Orcivius, o mestre de Pilonicus, um escravo mencionado em uma inscrição de Praeneste.[30]
- Quintus Orcivius Q. l., um liberto mencionado em uma inscrição em Praeneste.[31]
- Marcus Orcivius Abscantus, nomeado em uma inscrição sepulcral de Óstia.[27]
- (Orchivius) Alexander, talvez o filho de Gaius Orchivius Eros, nomeado em uma inscrição sepulcral de Roma.[7]
- Gaius Orchivius Amemptus, filho de Amemptus, um dispensator imperial[iii] na época de Augusto, e sua esposa, Orchivia Phoebe, foi enterrada em Roma, com dezoito anos. Segundo sua inscrição funerária, ele era um decurião, neste caso provavelmente um oficial de cavalaria júnior.[32]
- Orchivia L. l. Apame, uma liberta nomeada em uma inscrição sepulcral de Roma.[20]
- Marcus Orcivius Aspasius, nomeado em uma inscrição sepulcral de Óstia.[27]
- Gaius Orchivius Blandus, enterrado em Roma, com trinta anos.[33]
- Orcivia Casta, enterrada em Thuburbo Maius na África Proconsularis, com vinte anos.[34]
- Orchivia Damalis, enterrada em Roma.[35]
- Orcivia Delphis, enterrada em Roma, com dezoito anos, cinco meses e quatro dias.[36]
- Marcus Orcivius Demetrius, nomeado em uma inscrição sepulcral de Óstia.[27]
- Gnaeus Orchivius Dio, um liberto enterrado em Ficana no Lácio.[37]
- Gaius Orchivius Eros, nomeado em uma inscrição sepulcral de Roma, provavelmente era o pai de Gaius Orchivius, Alexander, Orchivia e Saturnina, nomeados na mesma inscrição.[7]
- Lucius Orchivius L. l. Eros, um liberto nomeado em uma inscrição sepulcral de Roma.[20]
- Gaius Orchivius Faustinus, enterrado em Gens Suburburum Colonorum na Númidia, com cinquenta anos.[38]
- Marcus Orcivius Faustus, nomeado em uma inscrição sepulcral de Óstia.[27]
- Marcus Orcivius Felix, nomeado em uma inscrição sepulcral de Óstia.[27]
- Orcivia Fortunata, enterrada em Roma, com trinta e oito anos.[39]
- Marcus Orcivius Fortunatus, nomeado em uma inscrição sepulcral de Óstia.[27]
- Publius Orcivius C. f. Fronto, marido de Vettidia Maxsuma, e pai de Orcivia Quarta, enterrado em Pola.[40]
- Aulus Orcivius A. f. Hermes, enterrado em Roma.[41]
- Orchivia L. l. Heta, uma liberta nomeada em uma inscrição sepulcral de Roma.[20]
- Marcus Orchivius M. l. Hilario, um liberto nomeado em uma inscrição funerária de Roma.[42]
- Orcivia M. l. Hospita, uma liberta enterrada em Roma.[43]
- Marcus Orcivius Januarius, nomeado em uma inscrição sepulcral de Óstia.[27]
- Orcivia Marcella, nomeada em uma inscrição funerária de Verona em Vêneto e Histria.[44]
- Lucius Orcivius Maritalis, um dos Decurions municipais em Roma, nomeado em uma inscrição datada do reinado de Maxêncio, de 306 a 312 d.C.[45]
- Orchivia Monnica, enterrada em Gens Suburburum Colonorum, com cinquenta e seis anos.[46]
- Orchivia Mustia, enterrada em Gens Suburburum Colonorum, com trinta e cinco anos.[47]
- Gaius Orchivius Namphamus, marido de Varenia Marina, enterrado em Gens Suburburum Colonorum, com sessenta e seis anos.[48]
- Orcevius M. f. Nasica, nomeado em uma inscrição de Praeneste.[49]
- Orcivia Nigela, nomeada em uma inscrição de libação de Verona.[50]
- Gaius Orcivius C. l. Optatus, um liberto nomeado em uma inscrição de Pola.[51]
- Gaius Orchivius Paulinus, um flamen em Diana Veteranorum na Númidia.[52]
- Orchivia Phoebe, esposa de Amemptus, um dispensator imperial na época de Augusto, e mãe de Gaius Orchivius Amemptus, um decurião que morreu aos dezoito anos, e a quem ela dedicou um monumento em Roma.[32][53]
- Orcivius Primus, enterrado em Cuicul na Númidia, com dez anos.[54]
- Marcus Orchivius M. f. Priscus, nomeado em uma inscrição funerária de Roma.[42]
- Orchivia Procula, enterrada em Roma.[55]
- Orcivius Pultarius, enterrado em Cirta na Númidia, com onze anos.[56]
- Gaius Orcivius Pusincinus, enterrado em Cirta, com setenta e um anos.[57]
- Orcivia P. f. C. n. Quarta, filha de Publius Orcivius Fronto e Vettidia Maxsuma, enterrada em Pola.[40]
- Gaius Orcivius Restitutus, enterrado em Pola.[58]
- Marcus Orcivius Restitutus, nomeado em uma inscrição sepulcral de Óstia.[27]
- Quintus Orcivius Rex, nomeado em uma inscrição de Praeneste.[59]
- (Orchivia) Saturnina, talvez a filha de Gaius Orchivius Eros, nomeada em uma inscrição sepulcral de Roma.[7]
- Gaius Orcivius Saufeius, um homem de patente pretoriana, nomeado em uma inscrição dedicatória de Praeneste.[60]
- Marcus Orcivius Stephanio, nomeado em uma inscrição sepulcral de Óstia.[27]
- Lucius Orchivius L. l. Stephanus, um liberto nomeado em uma inscrição sepulcral de Roma.[20]
- Orchivia L. f. Teria, enterrada em Saldae, com trinta anos.[61]
- Orchivia L. l. Thaïs, nomeada em uma inscrição de Roma.[62]
- Orchivia Urbana, enterrada em Cirta.[57]
- Lucius Orcivius L. f. Vapidus, nomeado em uma inscrição em Praeneste.[63]
- Gaius Orcivius Zmaragdus, marido de Annia Prisca, que dedicou um monumento em Roma a ele e a sua mãe, Annia.[64]
- Lucius Aulius Orcivius, nomeado em uma inscrição de Praeneste.[65]